# Rio Sache
Il rio Sache o rio [delle] Sacche è un piccolo corso d'acqua della val di Ledro, in provincia di Trento; nasce dal monte Maina (località Testa di Congio) e sfocia nel torrente Massangla presso Tiarno di Sotto. Più anticamente, prima del rialzamento dello spartiacque, doveva confluire nel Palvico.